# Maślak sitarz
Maślak sitarz (Suillus bovinus (L.) Roussel) – gatunek grzybów z rodziny maślakowatych (Suillaceae).

## Systematyka i nazewnictwo
Pozycja w klasyfikacji według Index Fungorum: Suillus, Suillaceae, Boletales, Agaricomycetidae, Agaricomycetes, Agaricomycotina, Basidiomycota, Fungi.
Po raz pierwszy takson ten opisał w roku 1753 Karol Linneusz, uznając go za borowika szlachetnego Boletus bovinus. Obecną, uznaną przez Index Fungorum nazwę nadał mu w roku 1806 Henri François Anne de Roussel, przenosząc go do rodzaju Suillus.
Synonimy:

- Agaricus bovinus (L.) Lam. 1783
- Boletus bovinus L. 1753
- Boletus bovinus Pers. 1825
- Boletus bovinus var. viridocaerulescens A. Pearson 1951
- Ixocomus bovinus (L.) Quél. 1888
- Mariaella bovina (L.) Sutara 1987

Nazwę polską podała Alina Skirgiełło w 1960 r. W polskim piśmiennictwie mykologicznym ma też inne nazwy: grzyb wolak, sitacz, sitek, sitka, sitnik, sitosz, grzyb sitarz, rzeszotnik, borowik sitarz, sitorz, sitak, sitarek, krowiak.

## Morfologia
Kapelusz
Średnicy 4–12 cm, początkowo półkulisty z lekko pofalowanym brzegiem, później płaski, u starszych owocników staje się powyginany. Skóra kapelusza w młodości pokryta delikatnym, jasnym, filcowatym nalotem, później śluzowata (szczególnie gdy jest mokra) i błyszcząca, gładka, bardzo trudno ją obrać. Kolor kapelusza kremowy, kremowoochrowy, pomarańczowoochrowy, pomarańczowobrązowy, przeważnie z jaśniejszą obwódką na brzegu.
Rurki
Dojrzałe o długości 4–10 mm. Przyrośnięte do trzonu, a nawet zbiegające po nim. u młodych owocników szarożółtawe, później żółte, szaroochrowe, w końcu brązowawe. Od miąższu kapelusza oddzielają się trudno. Pory rurek bardzo duże i przypominają swoim wyglądem oczka sita. Stąd też pochodzi nazwa gatunkowa. Uciśnięte brązowieją.
Trzon
Wysokości 2–10 cm i szerokości 0,8–2 cm. Cylindryczny, pełny, włóknisty, bez pierścienia. Koloru kapelusza lub nieznacznie jaśniejszy, niekiedy u podstawy czerwonobrązowy. Grzybnia u podstawy trzonu w kolorze od białawego do fioletoworóżowego.
Miąższ
Elastyczny, gumowaty, barwy kremowej, ochrowopomarańczowej do brązowawej, w trzonie czasami różowy lub czerwonawy, przecięty nie zmienia koloru, ale robi się zazwyczaj różowoczerwonawy po wysuszeniu. Zapach delikatny, przyjemny, lekko owocowy. Smak lekko kwaskowaty.
Wysyp zarodników
Żółtooliwkowy. Zarodniki o wymiarach 6,5–11 × 3–4 µm, wrzecionowato – elipsoidalne, o gładkiej powierzchni.
Gatunki podobne”
- maślak ziarnisty (Suillus variegatus). Ma jednak drobniejsze pory, a górna część jego trzonu jest punktowano nakrapiana[9]
- maślak błotny (Suillus flavidus). Jest bardzo rzadki. Posiada na trzonie pierścień, a na kapeluszu grube i wrośnięte włókienka[11]
- lejkoporek olszowy (Gyrodon lividus). Jego cienkie rurki daleko zbiegają na trzon i są silnie zrośnięte z miąższem kapelusza[11]

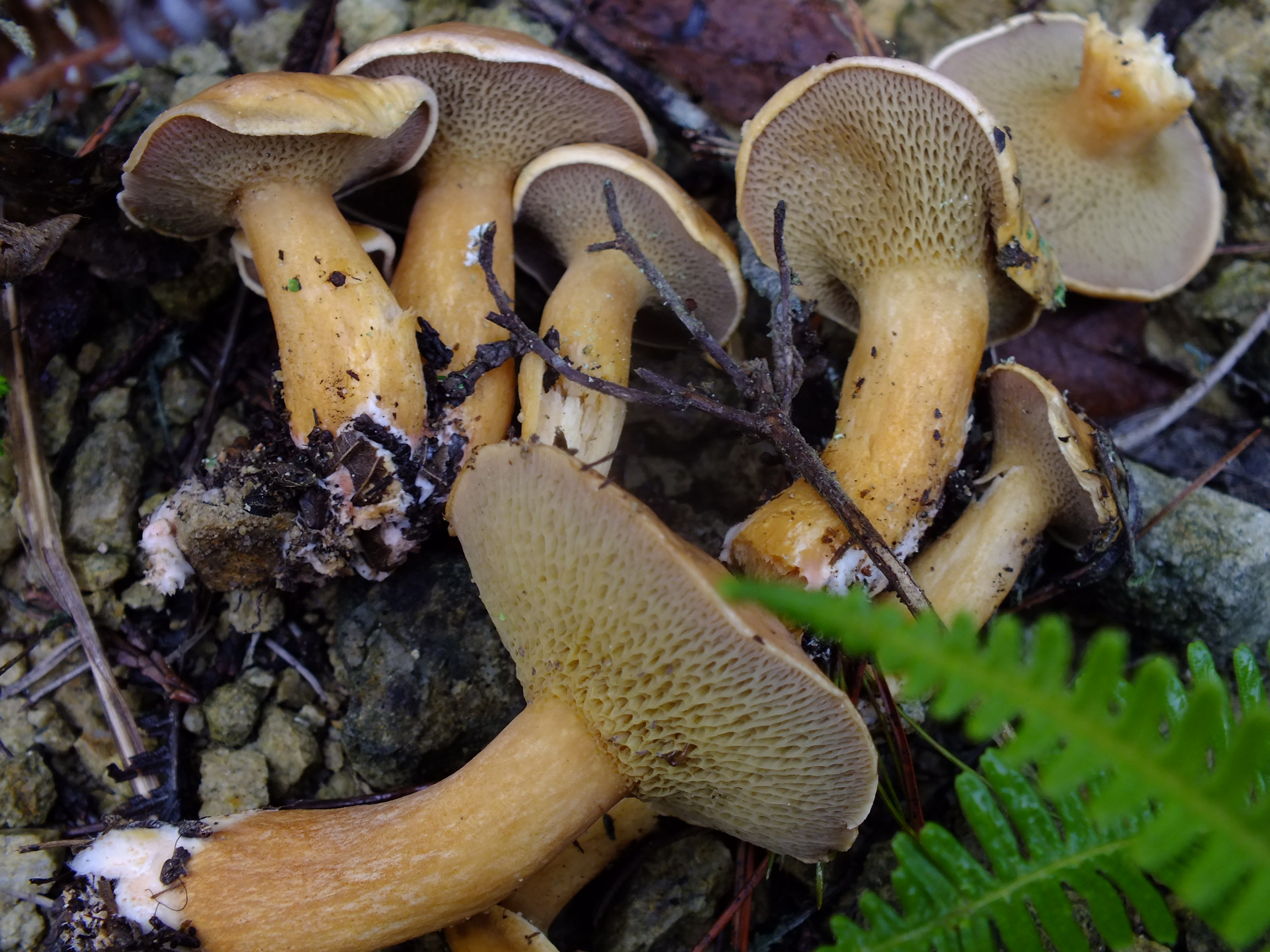
Młode owocniki
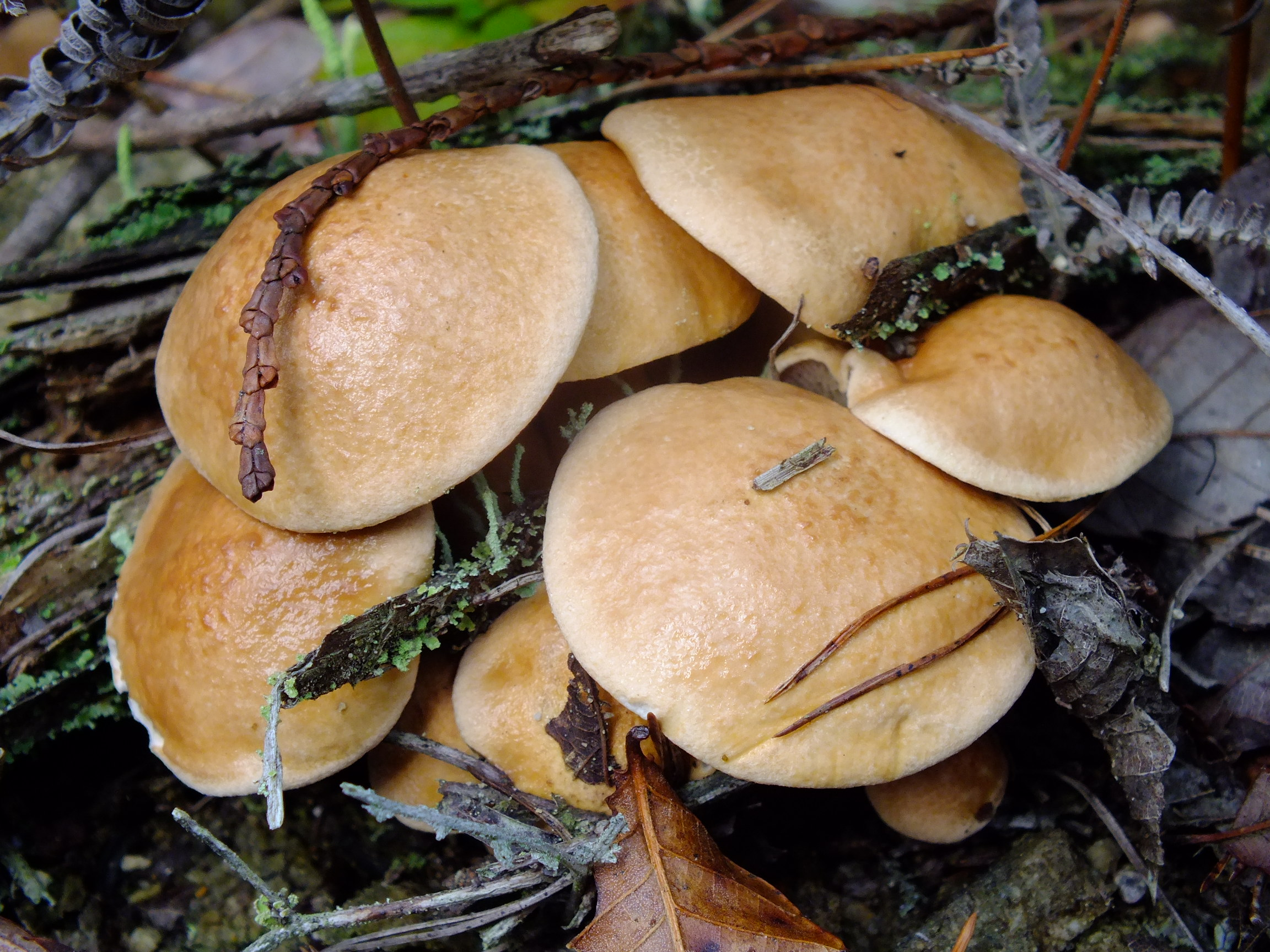
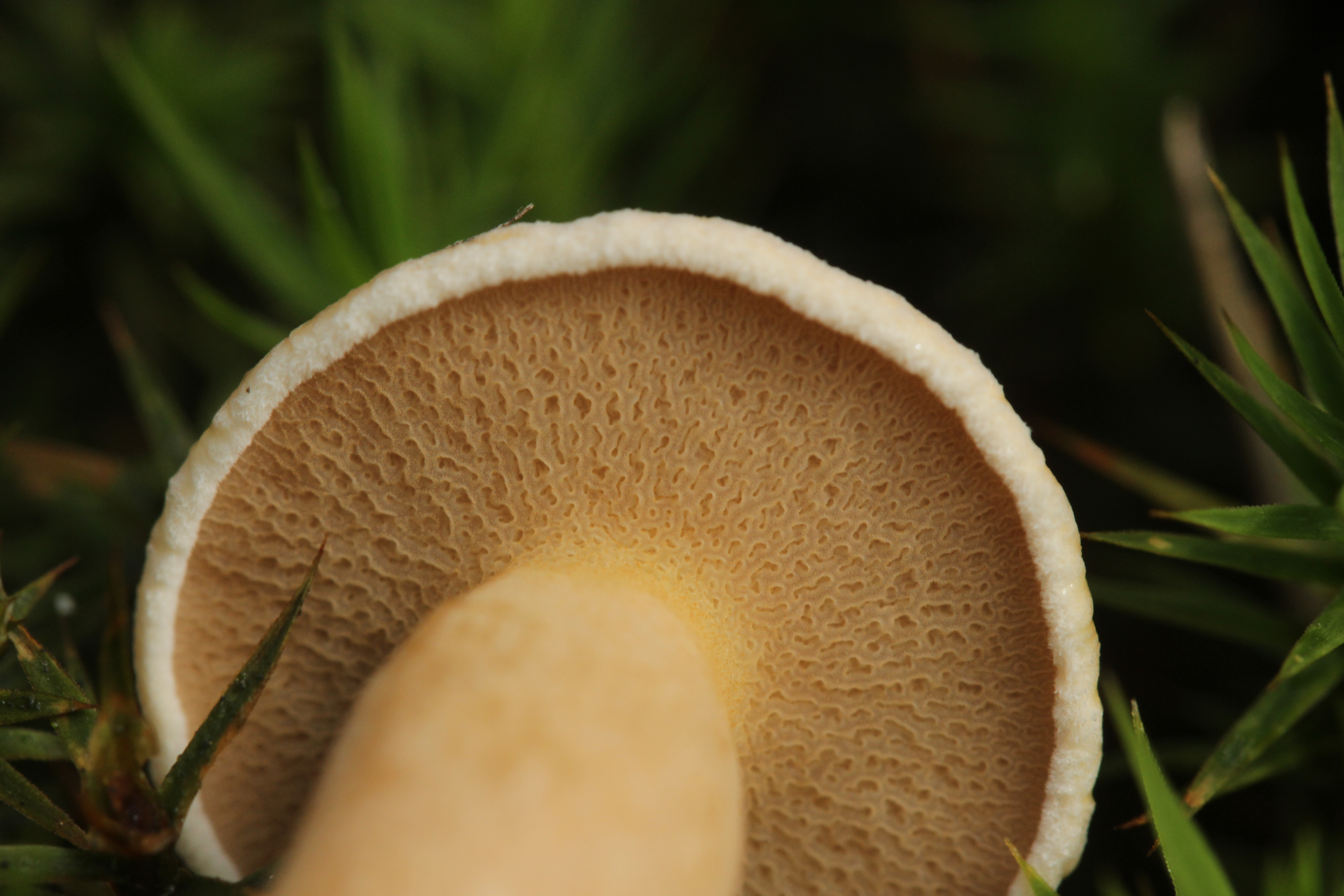
Hymenofor bardzo młodego owocnika
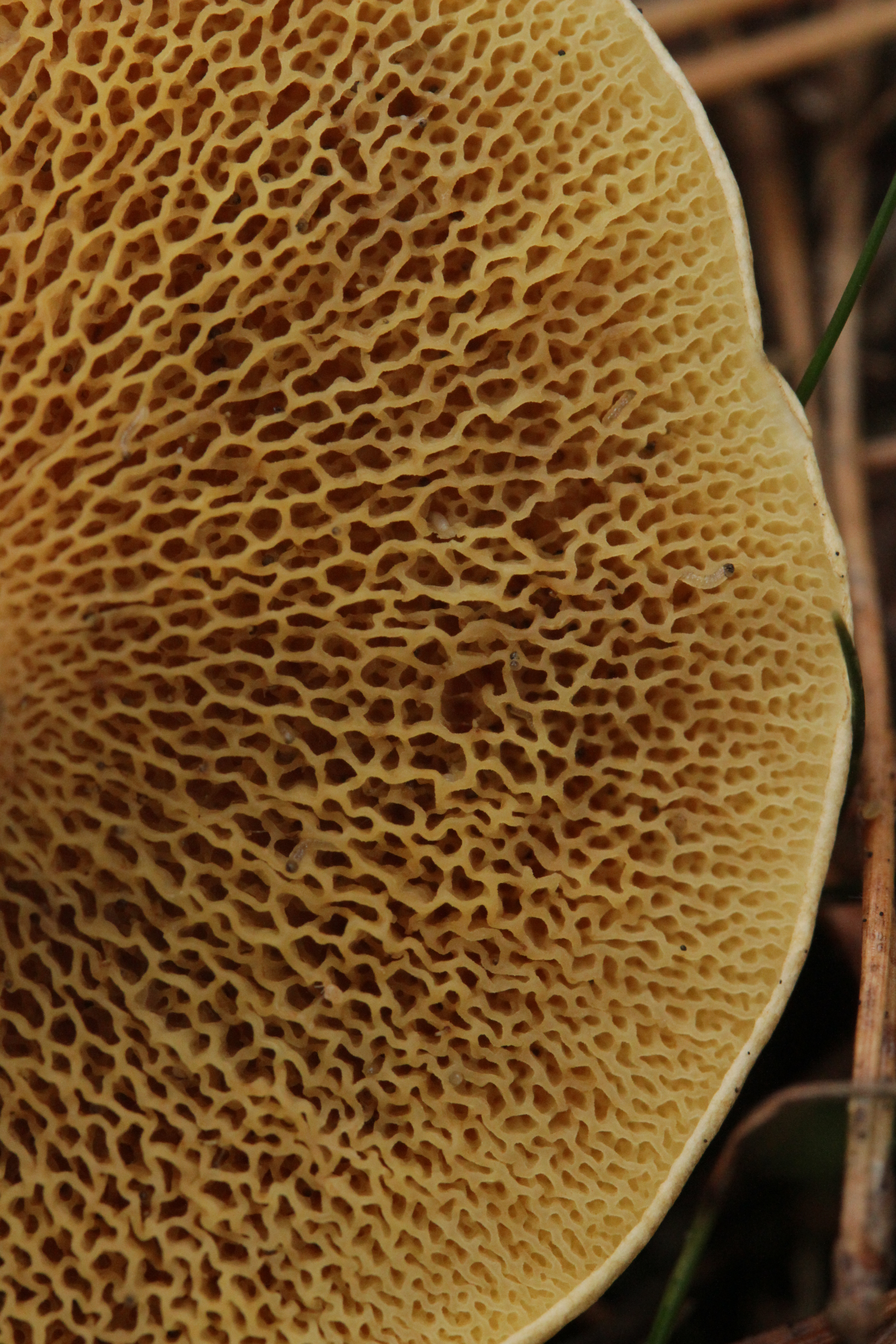
Hymenofor starszego owocnika
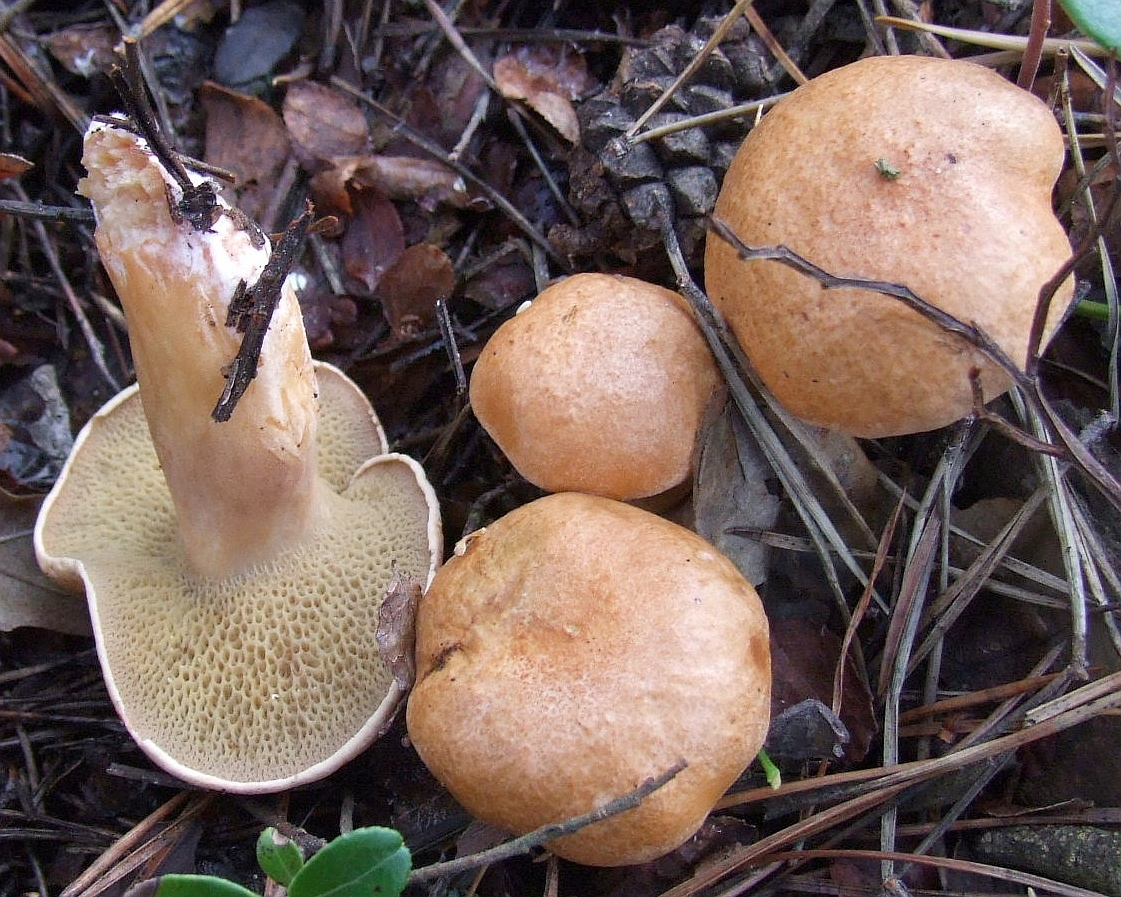

## Występowanie i siedlisko
Na półkuli północnej jest szeroko rozprzestrzeniony, na półkuli południowej występuje tylko w Nowej Zelandii. W Polsce jest gatunkiem pospolitym, najczęściej występującym wśród wszystkich maślaków
Występuje na suchych, piaszczystych glebach towarzyszącym sośnie zwyczajnej, z którą współżyje w mikoryzie. Owocniki pojawiają się od lipca do października. Często rośnie wśród wrzosów.

## Znaczenie
Grzyb jadalny o średniej wartości smakowej i odżywczej. Smakowo gorszy niż inne gatunki maślaków. Nadaje się do suszenia i marynowania z innymi, smaczniejszymi grzybami. Często bywa też silnie zaczerwiony. Po ugotowaniu zmienia kolor na czerwonofioletowy, co niektórych odstrasza od jego spożywania.